# Campeonato Mundial de Atletismo de 2015 - 400 m com barreiras feminino
A prova dos 400 metros com barreiras feminino do Campeonato Mundial de Atletismo de 2015 foi disputada entre 23 e 26 de agosto no Estádio Nacional de Pequim, em Pequim.

## Recordes
Antes desta competição, os recordes mundiais e do campeonato nesta prova eram os seguintes.
| Tipo                  | Atleta            | Tempo | Local  | Data                 | Ref |
| --------------------- | ----------------- | ----- | ------ | -------------------- | --- |
|                       | Yuliya Pechonkina | 52:34 | Tula   | 8 de agosto de 2003  | ver |
| Recorde do campeonato | Melaine Walker    | 52:42 | Berlim | 20 de agosto de 2009 | ver |

## Medalhas
| Ouro                 | Prata                | Bronze               |
| Zuzana Hejnová (CZE) | Shamier Little (USA) | Cassandra Tate (USA) |

## Cronograma
Todos os horários são locais (UTC+8).
| Data         | Hora  | Evento        |
| ------------ | ----- | ------------- |
| 23 de agosto | 10:25 | Eliminatórias |
| 24 de agosto | 19:10 | Semifinal     |
| 26 de agosto | 20:10 | Final         |

## Resultados

### Eliminatórias
Qualificação: Os 4 de cada bateria (Q) e os 4 melhores tempos (q) avançam para a semifinal. 
| Classificação | Bateria | Atleta                    | Nacionalidade     | Tempo        | Notas |
| ------------- | ------- | ------------------------- | ----------------- | ------------ | ----- |
| 1             | 3       | Cassandra Tate            | Estados Unidos    | 54,27        | Q     |
| 2             | 3       | Wenda Nel                 | África do Sul     | 54,45        | Q     |
| 3             | 3       | Meghan Beesley            | Grã-Bretanha      | 54,52        | Q, PB |
| 4             | 2       | Zuzana Hejnová            | Chéquia           | 54,55        | Q     |
| 5             | 2       | Eilidh Child              | Grã-Bretanha      | 54,74        | Q     |
| 6             | 1       | Kaliese Spencer           | Jamaica           | 55,03        | Q     |
| 7             | 5       | Janieve Russell           | Jamaica           | 55,09        | Q     |
| 8             | 4       | Sara Slott Petersen       | Dinamarca         | 55,11        | Q     |
| 9             | 5       | Denisa Rosolová           | Chéquia           | 55,33        | Q     |
| 10            | 3       | Stina Troest              | Dinamarca         | 55,56        | Q, PB |
| 11            | 2       | Anna Yaroshchuk-Ryzhykova | Ucrânia           | 55,58        | Q, SB |
| 12            | 4       | Lauren Wells              | Austrália         | 55,65        | Q, SB |
| 13            | 2       | Léa Sprunger              | Suíça             | 55,71        | Q     |
| 14            | 4       | Vera Rudakova             | Rússia            | 55,76        | Q     |
| 15            | 1       | Sparkle McKnight          | Trinidad e Tobago | 55,77        | Q     |
| 16            | 3       | Axelle Dauwens            | Bélgica           | 55,84        | q, SB |
| 17            | 1       | Elise Malmberg            | Suécia            | 55,97        | Q     |
| 18            | 2       | Sage Watson               | Canadá            | 56,08        | q     |
| 19            | 1       | Eglė Staišiunaitė         | Lituânia          | 56,17        | Q, PB |
| 20            | 1       | Aurélie Chaboudez         | França            | 56,19        | q     |
| 21            | 4       | Kori Carter               | Estados Unidos    | 56,22        | Q     |
| 22            | 3       | Déborah Rodríguez         | Uruguai           | 56,30        | q, NR |
| 23            | 5       | Petra Fontanive           | Suíça             | 56,40        | Q     |
| 24            | 5       | Shamier Little            | Estados Unidos    | 56,47        | Q     |
| 25            | 5       | Joanna Linkiewicz         | Polónia           | 56,51        |       |
| 26            | 1       | Amalie Iuel               | Noruega           | 56,59        |       |
| 27            | 4       | Shevon Stoddart           | Jamaica           | 56,60        |       |
| 28            | 5       | Nguyen Thi Huyen          | Vietname          | 57,31        |       |
| 29            | 4       | Viktoriya Tkachuk         | Ucrânia           | 57,38        |       |
| 30            | 3       | Ristananna Tracey         | Jamaica           | 57,60        |       |
| 31            | 4       | Hayat Lambarki            | Marrocos          | 58,05        |       |
| 32            | 1       | Xiao Xia                  | China             | 58,12        |       |
| 33            | 5       | Amaka Ogoegbunam          | Nigéria           | 58,16        |       |
| 34            | 3       | Ghofrane Mohammad         | Síria             | 58,61        | SB    |
| 35            | 2       | Koki Manunga              | Quênia            | 58,96        |       |
| 36            | 2       | Yadisleidy Pedroso        | Itália            | 1:25,15      |       |
|               | 1       | Kemi Adekoya              | Bahrein           | DQ R168.7(a) |       |

### Semifinal
Qualificação: Os 2 de cada bateria (Q) e os 2 melhores tempos (q) avançam para a final. 
| Classificação | Bateria | Atleta                    | Nacionalidade     | Tempo | Notas |
| ------------- | ------- | ------------------------- | ----------------- | ----- | ----- |
| 1             | 3       | Zuzana Hejnová            | Chéquia           | 54,24 | Q     |
| 2             | 1       | Cassandra Tate            | Estados Unidos    | 54,33 | Q     |
| 3             | 2       | Sara Petersen             | Dinamarca         | 54,34 | Q     |
| 4             | 2       | Kaliese Spencer           | Jamaica           | 54,45 | Q     |
| 5             | 1       | Wenda Nel                 | África do Sul     | 54,63 | Q     |
| 6             | 3       | Janieve Russell           | Jamaica           | 54,78 | Q, SB |
| 7             | 1       | Eilidh Child              | Grã-Bretanha      | 54,80 | q     |
| 8             | 2       | Shamier Little            | Estados Unidos    | 54,86 | q     |
| 9             | 1       | Anna Yaroshchuk-Ryzhykova | Ucrânia           | 55,16 | SB    |
| 10            | 3       | Meghan Beesley            | Grã-Bretanha      | 55,41 |       |
| 11            | 2       | Denisa Rosolová           | Chéquia           | 55,73 |       |
| 12            | 1       | Axelle Dauwens            | Bélgica           | 55,82 | SB    |
| 13            | 1       | Léa Sprunger              | Suíça             | 55,83 |       |
| 14            | 3       | Lauren Wells              | Austrália         | 56,04 |       |
| 15            | 3       | Stina Troest              | Dinamarca         | 56,13 |       |
| 15            | 3       | Aurélie Chaboudez         | França            | 56,13 |       |
| 17            | 2       | Sparkle McKnight          | Trinidad e Tobago | 56,21 |       |
| 18            | 2       | Petra Fontanive           | Suíça             | 56,35 |       |
| 19            | 2       | Sage Watson               | Canadá            | 56,38 |       |
| 20            | 1       | Vera Rudakova             | Rússia            | 56,41 |       |
| 21            | 1       | Déborah Rodríguez         | Uruguai           | 56,47 |       |
| 22            | 2       | Eglė Staišiūnaitė         | Lituânia          | 56,48 |       |
| 23            | 3       | Elise Malmberg            | Suécia            | 56,58 |       |
|               | 3       | Kori Carter               | Estados Unidos    | DNF   |       |

### Final
A final ocorreu às 20:10.
| Classificação     | Raia | Atleta          | Nacionalidade  | Tempo | Notas |
| ----------------- | ---- | --------------- | -------------- | ----- | ----- |
| Medalha de ouro   | 5    | Zuzana Hejnová  | Chéquia        | 53,50 | WL    |
| Medalha de prata  | 2    | Shamier Little  | Estados Unidos | 53,94 |       |
| Medalha de bronze | 6    | Cassandra Tate  | Estados Unidos | 54,02 |       |
| 4                 | 4    | Sara Petersen   | Dinamarca      | 54,20 |       |
| 5                 | 9    | Janieve Russell | Jamaica        | 54,65 | PB    |
| 6                 | 3    | Eilidh Child    | Grã-Bretanha   | 54,78 |       |
| 7                 | 8    | Wenda Nel       | África do Sul  | 54,94 |       |
| 8                 | 7    | Kaliese Spencer | Jamaica        | 55,47 |       |

Legenda
| Recorde mundial       | Recorde mundial (World record)               |                       | Recorde africano                      | Recorde africano (African) |                                           | Q | Classificado por posição (Qualified) |
| Recorde do campeonato | Recorde do campeonato (Championship record)  | Recorde da América    | Recorde da América (Americas)         | q                          | Classificado por melhor tempo (Qualified) |   |                                      |
| Melhor marca do ano   | Melhor marca do ano (World leading)          | Recorde asiático      | Recorde asiático (Asian)              | DNS                        | Não largou (Did not start)                |   |                                      |
| Recorde nacional      | Recorde nacional (National record)           | Recorde europeu       | Recorde europeu (European)            | DNF                        | Não terminou (Did not finish)             |   |                                      |
| Recorde pessoal       | Recorde pessoal do atleta (Personal best)    | Recorde da Oceania    | Recorde da Oceania (Oceania)          | DSQ / DQ                   | Desclassificado (Disqualified)            |   |                                      |
| Recorde da temporada  | Recorde da temporada do atleta (Season best) | Recorde sul-americano | Recorde sul-americano (South America) | NM                         | Sem marca (No mark)                       |   |                                      |